# Alfa Hellenic
Alfa Hellenic (Άλφα) je řecké pivo vyráběné v pivovaru Athenian. Je vyráběno od roku 1961. Pivo se prodává v lahvích i plechovkách o objemu 330 ml a 500 ml. Má světlou nazlátlou barvu a jemnou chuť.